# Pont de Tähtiniemi
Le pont de Tähtiniemi (finnois : Tähtiniemen silta) est un pont à haubans à Heinola en Finlande.

## Présentation
Inauguré en novembre 1993, le pont de Tähtiniemi permet à la route nationale 4 (E75) de traverser le lac Ruotsalainen.
Mesurant 924 mètres de long il est le deuxième pont le plus long de Finlande. 
La construction du pont de Tähtiniemi a coûté au total 165 millions de FIM.

## Concepteurs et constructeurs
En 1988, l'administration routière finlandaise organise un concours de compétences en génie civil.
Sur un total de 10 propositions, le concours est remporté par l'agence SuunnitteluKortes (fi) basée à Oulu avec sa proposition Heinolan Tähti.
Algot Kettunen, Esko Järvenpää et Pentti Pohjola, ingénieur, sont responsables de la conception. 
Le concepteur principal des câbles et du pylône est Wilhelm Zellner de la société d'ingénierie allemande Leonhardt, Andrä und Partner (de).
Les structures en acier du pont ont été fournies et installées par PPTH Teräs d'Ylivieska. 
Le maître d'œuvre du pont YIT, qui a conçu lui-même les dalles sur pieux sous-marins du pont.